# Антипов Анатолій Олександрович
Анатолій Олександрович Антипов (22 січня 1959, Павловський Посад, Московська область, СРСР — 29 листопада 2020) — радянський хокеїст, нападник. Переможець молодіжного чемпіонату світу. Майстер спорту СРСР міжнародного класу.

## Спортивна кар'єра
Хокеєм почав займатися в рідному Павловському Посаді. В місті була своя команда майстрів, яка називалася «Текстильник» і виступала у класі «Б» і першості Московської області. На молодіжному чемпіонаті СРСР грав за «Кристал» з сусідньої Електросталі. На цьому турнірі його помітив Віктор Тихонов і запросив до ризького «Динамо». Спочатку молодий гравець виступав за друголіговий «Латвіяс Берзс» і молодіжний склад «Динамо». У цьому статусі перебував недовго, ветеран Олександр Клиншов поступив до вищої школи тренерів, і з'явилася вакансія в основному складі. Під керівництвом наступника Тихонова Евальда Грабовського відіграв у чемпіонаті 1977/1978 32 матчі з 36-ти, відзначився трьома голами та результативною передачею. Всього за латвійську команду виступав чотири сезони, в останньому — його партнерами були Гельмут Балдеріс і Анатолій Ємельяненко.
1979 року став чемпіоном світу серед молодіжних команд. На турнірі грав в одній ланці з «армійцем» Володимиром Крутовим і «торпедівцем» В'ячеславом Р'яновим. У складі національної команди дебютував 16 грудня наступного року. У рамках міжнародного турніру на призи газети «Известия» була здобута перемога над фінами (10:0). На турнірі зіграв ще два матчі проти команди Чехословаччини, у фіналі з його передачі Олександр Мальцев закинув переможну шайбу у ворота Карела Ланга. У грудні-січні збірна Радянського Союзу перебувала у Нідерландах, де провела серію матчів. Анатолій Антипов брав участь у чотирьох офіційних іграх проти збірної Нідерландів, відзначився двома закинутими шайбами.
У сезоні 1980/1981 перейшов до московського «Динамо». У його складі ставав неодноразовим призером чемпіонатів, грав у фіналах Кубка СРСР і Кубка ліги. Восени 1982 року викликався до другої збірної на міжнародний турнір газети «Ленінградська правда», де його команда стала чемпіоном. 1983 року «динамівці» здобули перемогу у найстарішому міжнародному турнірі — Кубку Шпенглера. В сезоні 1989/1990 команда Антипова потіснила з першого місця «армійців», які перемогли у 13 турнірах поспіль. 1990 року вирішив продовжити кар'єру за кордоном, всього в чемпіонатах СРСР провів 525 матчів і закинув 163 шайби.
У 80-х роках збірна здебільшого комплектувалася з двох ланок ЦСКА, по одній — московських «Динамо», «Спартака» і горківського «Торпедо». Тому вдруге до національної збірної отримав виклик через дев'ять років. У цей час команда готувалася до чемпіонату світу 1990 року, у трійці з Юрієм Леоновим і Олегом Знарком грав проти команд Фінляндії і Швеції.
У 90-х захищав кольори австрійського «Фельдкірха», німецьких «Ратінгена» і «Вільгельмсгафена» (друга-третя бундесліга).
Тренерську діяльність розпочав у московському «Динамо», у грудні 2006 року очолював клуб. Далі працював з командами Молодіжної хокейної ліги або Вищої хокейної ліги.

## Досягнення
- Чемпіон світу серед молоді (1): 1979
- Чемпіон СРСР (1): 1990
- Другий призер (3): 1985, 1986, 1987
- Третій призер (3): 1982, 1983, 1988
- Фіналіст Кубка СРСР (1): 1988
- Фіналіст Кубка ліги (1): 1989

## Статистика
Статистика виступів у лігових матчах:
| Сезон   | Клуб              | Ліга | І  | Г  | П  | О  | ШХ |
| ------- | ----------------- | ---- | -- | -- | -- | -- | -- |
| 1977/78 | «Динамо» (Рига)   | Д1   | 32 | 3  | 1  | 4  | 18 |
| 1978/79 | «Динамо» (Рига)   | Д1   | 36 | 6  | 3  | 9  | 24 |
| 1979/80 | «Динамо» (Рига)   | Д1   | 43 | 6  | 9  | 15 | 27 |
| 1980/81 | «Динамо» (Рига)   | Д1   | 49 | 20 | 13 | 33 | 38 |
| 1981/82 | «Динамо» (Москва) | Д1   | 44 | 21 | 13 | 34 | 58 |
| 1982/83 | «Динамо» (Москва) | Д1   | 35 | 9  | 5  | 14 | 20 |
| 1983/84 | «Динамо» (Москва) | Д1   | 40 | 15 | 5  | 20 | 32 |
| 1984/85 | «Динамо» (Москва) | Д1   | 29 | 4  | 15 | 19 | 16 |
| 1985/86 | «Динамо» (Москва) | Д1   | 40 | 19 | 13 | 32 | 26 |
| 1986/87 | «Динамо» (Москва) | Д1   | 38 | 13 | 6  | 19 | 20 |
| 1987/88 | «Динамо» (Москва) | Д1   | 49 | 18 | 18 | 36 | 34 |
| 1988/89 | «Динамо» (Москва) | Д1   | 44 | 15 | 16 | 31 | 31 |
| 1989/90 | «Динамо» (Москва) | Д1   | 46 | 14 | 13 | 27 | 26 |
| 1990/91 | «Фельдкірх»       | Д1   | 37 | 27 | 22 | 49 | 42 |
| 1991/92 | «Фельдкірх»       | Д1   | 42 | 26 | 32 | 58 | 23 |
| 1992/93 | «Ратінген»        | Д1   | 45 | 14 | 34 | 48 | 42 |
| 1993/94 | «Ратінген»        | Д1   | 56 | 16 | 31 | 47 | 47 |

| Сезон   | Клуб              | Турнір | І  | Г | П | О | ШХ |
| ------- | ----------------- | ------ | -- | - | - | - | -- |
| 1987/88 | «Динамо» (Москва) | КС     | 5  | 1 | 0 | 1 |    |
| 1988/89 | «Динамо» (Москва) | КЛ     | 4? | 0 | ? | ? | 4  |

У молодіжній збірній:
| Рік  | Команда          | Турнір | Місце | І | Г | П | О | ШХ |
| ---- | ---------------- | ------ | ----- | - | - | - | - | -- |
| 1979 | СРСР (молодіжна) | МЧС    |       | 6 | 0 | 5 | 5 | 2  |

Статистика виступів у збірній:
| № | Дата       | Місце     | Турнір          | Суперник       | Рахунок | Голи |
| - | ---------- | --------- | --------------- | -------------- | ------- | --- |
| 1 | 16.12.1980 | Москва    | Приз «Известий» | Фінляндія      | 10:0    | Білялетдінов, С. Макаров (2), Дроздецький, В. Голиков (2), Мальцев, Шалімов (2), Шепелєв                                     |
| 2 | 18.12.1980 | Москва    | Приз «Известий» | Чехословаччина | 4:5     | Касатонов, Первухін, Крутов, Шалімов — Новий, Мартінець, Кокрмент, Свозіл, Глінка                                            |
| 3 | 21.12.1980 | Москва    | Приз «Известий» | Чехословаччина | 6:2     | Фетісов, Жлуктов (2), Мальцев, Шалімов, Шепелєв — Руснак, Мартінець                                                          |
| 4 | 27.12.1980 | Гронінген |                 | Нідерланди     | 11:0    | М. Макаров, Крутов, Жлуктов, Мальцев, Балдеріс (2), Варнаков (2), Капустін (2), Шалімов                                      |
| 5 | 28.12.1980 | Розендал  |                 | Нідерланди     | 10:2    | Крутов, Дроздецький, С. Макаров (2), В. Голиков, Петров (2), Капустін (3) — Саріс, Коллард                                   |
| 6 | 30.12.1980 | Гаага     |                 | Нідерланди     | 7:0     | М. Макаров, С. Макаров, Дроздецький (2), Балдеріс, В. Голиков, Антипов                                                       |
| 7 | 01.01.1981 | Енсхеде   |                 | Нідерланди     | 8:0     | Первухін, Дроздецький, С. Макаров, Варнаков, Шалімов, Шепелєв (2), Антипов                                                   |
| 8 | 30.03.1990 | Оулу      |                 | Фінляндія      | 9:6     | Малахов, Кравчук, Татаринов, Бякін, Хомутов, Биков (2), Федоров, Давидов — Куусісто, Вуорі (2), Сумманен, Арбеліус, Хелмінен |
| 9 | 03.04.1990 | Лулео     |                 | Швеція         | 2:3     | Татаринов, Буре — Бураковський, Гусс, Андерссон                                                                              |

Проти професіоналів з Національної хокейної ліги:
| №  | Дата       | Господарі            | Рахунок | Гості                |
| -- | ---------- | -------------------- | ------- | -------------------- |
| 1  | 29.12.1985 | «Калгарі Флеймс»     | 4:3     | «Динамо» (Москва)    |
| 2  | 04.01.1986 | «Піттсбург Пінгвінс» | 3:3     | «Динамо» (Москва)    |
| 3  | 06.01.1986 | «Бостон Брюїнс»      | 4:6     | «Динамо» (Москва)    |
| 4  | 08.01.1986 | «Баффало Сейбрс»     | 4:7     | «Динамо» (Москва)    |
| 5  | 17.09.1989 | «Динамо» (Москва)    | 7:2     | «Вашингтон Кепіталс» |
| 6  | 29.12.1989 | «Піттсбург Пінгвінс» | 2:5     | «Динамо» (Москва)    |
| 7  | 31.12.1989 | «Торонто Мейпл Ліфс» | 4:7     | «Динамо» (Москва)    |
| 8  | 03.01.1990 | «Баффало Сейбрс»     | 4:2     | «Динамо» (Москва)    |
| 9  | 06.01.1990 | «Нью-Джерсі Девілс»  | 7:1     | «Динамо» (Москва)    |
| 10 | 09.01.1990 | «Бостон Брюїнс»      | 1:3     | «Динамо» (Москва)    |